# Distretto di San Juan de Miraflores
Il distretto di San Juan de Miraflores (spagnolo: Distrito de San Juan de Miraflores) è un distretto del Perù che appartiene geograficamente e politicamente alla provincia e dipartimento di Lima.